# Вук и седам јарића
Вук и седам јарића је бајка коју су прикупила браћа Грим, и објављена је у Гримовим бајкама. Додељен јој је број 123 по Арне-Томсон-Утер индексу (АТУ индексу).
Прича очигледно личи на „Три прасета“ и друге врсте бајки типа 123. Спашавање деце из вучјег стомака и његово кажњавање пуњењем стомака камењем такође се могу упоредити са спашавањем и осветом Црвенкапе против вука (АТУ индекс 333).

## Порекло
Причу су објавила браћа Грим у првом издању књиге Бајке браће Грим 1812. године. Њихов извор је била породица Хазенфлуг из Ханауа. Слична прича, Вук и јаре, испричана је на Блиском истоку и деловима Европе, а вероватно је настала у првом веку.

## Анализа
Јарићи представљају децу која слушају родитеље, али због недостатка животног искуства наседају превари опасног зликовца. Јарићи остају сами код куће и суочавају се са претњом страшног вука. Иако су упозорени да не наседају на његове сплетке, они ипак погреше и постану његове жртве.
Ова прича веома је актуална, јер и у садашње време вребају нове опасности по децу, највише од оних који желе искористити њихову лаковерност. У бајци превладава најважније начело, а то је праведност због чега ће се добри ликови спасити док ће лоши бити кажњени.
С друге стране прича указује на то да су понекад и она најмања деца мудра и сналажљива. Тако се у овој причи истиче најмлађе јаре којe је успело да надмудри вука. Мудро јаре се добро скрило те тиме показало како величина и снага нису увек најважнији у животу.